# وستفیلد، ساسکس شرقی
وستفیلد (به انگلیسی: Westfield) یک روستا و محله مدنی در بریتانیا است که در Rother واقع شده‌است. وستفیلد ۱۹٫۱ کیلومتر مربع مساحت و ۲٬۵۸۳ نفر جمعیت دارد.